# ترمو (کالیفرنیا)
ترمو (به انگلیسی: Termo) یک منطقهٔ مسکونی در ایالات متحده آمریکا است که در شهرستان لاسن، کالیفرنیا واقع شده‌است. ترمو ۱٬۶۱۷ متر بالاتر از سطح دریا واقع شده‌است.